# Фронт (військове об'єднання)

Позначення фронту, групи армій в НАТО

Фронт (нім. front, лат. frons) — вище оперативно-стратегічне об'єднання збройних сил, створюване звичайно з початком війни. Призначається для вирішення оперативно-стратегічних завдань на кількох операційних напрямках (іноді на одному стратегічному) континентального театру воєнних дій. Завдання виконуються шляхом проведення фронтових операцій, як правило, у взаємодії з іншими фронтами, об'єднаннями й з'єднаннями різних видів збройних сил, що беруть участь у стратегічній операції, а в деяких випадках і самостійно.
Склад фронту визначається залежно від поставлених завдань, важливості й оперативної ємності напрямків, на яких він діє, та інших умов. За досвідом воєн до складу фронту можуть входити кілька загальновійськових об'єднань типу армія, окремі загальновійськові об'єднання, з'єднання, частини й з'єднання різних родів військ і спеціальних військ, а також з'єднання, частини й установи фронтового тилу. Крім того, фронт міг посилюватися різними з'єднаннями й частинами з резерву Верховного Головнокомандування.
Поява фронтів пов'язана з ростом чисельності сухопутних армій, збільшенням розмаху бойових дій, зародженням нової форми їхнього ведення — операцій і необхідністю централізованого управління великими масами військ при підготовці та веденні бойових дій.
Перші фронти були організовані в російській армії з початком Першої світової війни 1914—1918 (Північно-Західний і Південно-Західний). В арміях інших держав (Австро-Угорщина, Німеччина, Франція, Велика Британія) з'явилися аналогічні об'єднання, що отримали назву груп армій.